# Elvis Brajković
Elvis Brajković (ur. 12 czerwca 1969 w Rijece) – piłkarz chorwacki grający na pozycji obrońcy.
Brajković urodził się w największym mieście w rejonie półwyspu Istria, Rijece. Karierę piłkarską zaczynał właśnie w swoim rodzinnym mieście, w klubie NK Rijeka. W klubie tym grał jeszcze za czasów byłej Jugosławii, a gdy została utworzona liga chorwacka, to także został włączony do kadry NK. Miejsce w podstawowym składzie wywalczył w sezonie 1992/1993 i stał się jednym z czołowych obrońców ligi. W Rijece grał do stycznia 1995, a przez ten okres rozegrał 86 meczów ligowych, w których zdobył w bramki. Jego nowym klubem w rundzie wiosennej sezonu 1994/1995 był niemiecki TSV 1860 Monachium. W Bundeslidze Brajković w barwach TSV zadebiutował na Stadionie Olimpijskim 18 lutego 1995 roku w przegranym 1:5 meczu z Borussią Dortmund. Jednak z kolejnymi meczami Brajkoviciowi i jego drużynie szło lepiej i zapewnili sobie utrzymanie w lidze zajmując 14. miejsce. W TSV 1860 Brajković spędził jeszcze tylko rundę jesienną sezonu 1995/1996, po czym został wypożyczony do włoskiej drużyny Hellas Werona. Rozegrał w niej 10 meczów w Serie B i pomógł nieznacznie w awansie do Serie A. Latem 1996 wrócił do NK Rijeka, ale zagrał tylko 5 meczów ligowych, a potem przez 2 kolejne sezony był graczem Hajduka Split. Jednak nie zawsze mieścił się w podstawowym składzie i latem 1999 roku wyjechał aż do Meksyku. Przez półtora sezonu był graczem klubu Santosu Laguna, a potem przez pół – Atlante Cancún. Sezon 2000/2001 Brajković spędził w izraelskim Hapoelu Petach Tikwa. Latem 2001 ponownie wrócił do Rijeki, a w 2002 roku zasilił obronę klubu NK Pomorac. Klub ten jednak spadł z ligi i sezon 2003/2004 Brajković spędził w drugiej lidze. W sezonie 2004/2005 na jesieni pomógł nieznacznie klubowi HNK Šibenik w awansie do 1. ligi a sam odszedł do 3. ligowego Velebitu Benkovac. Sezon 2005/2006 to również gra w tym klubie, a w 2006 Brajković zdecydował się zakończyć piłkarską karierę jako zawodnik klubu HNK Primorac Biograd.
W reprezentacji Chorwacji Brajković zadebiutował 20 kwietnia 1994 roku w przegranym 1:4 meczu z reprezentacją Słowacji. Pierwszą bramkę w reprezentacji zdobył przeciwko reprezentacji Polski w meczu rozegranym w Rijece (2:1), 28 lutego 1996 roku. Drugiego zdobył w meczu z Węgrami. Brajković był członkiem chorwackiej kadry na Euro 96, ale nie zagrał tam żadnego meczu. Karierę reprezentacyjną zakończył na 8 występach i 2 bramkach.